# Cotillon

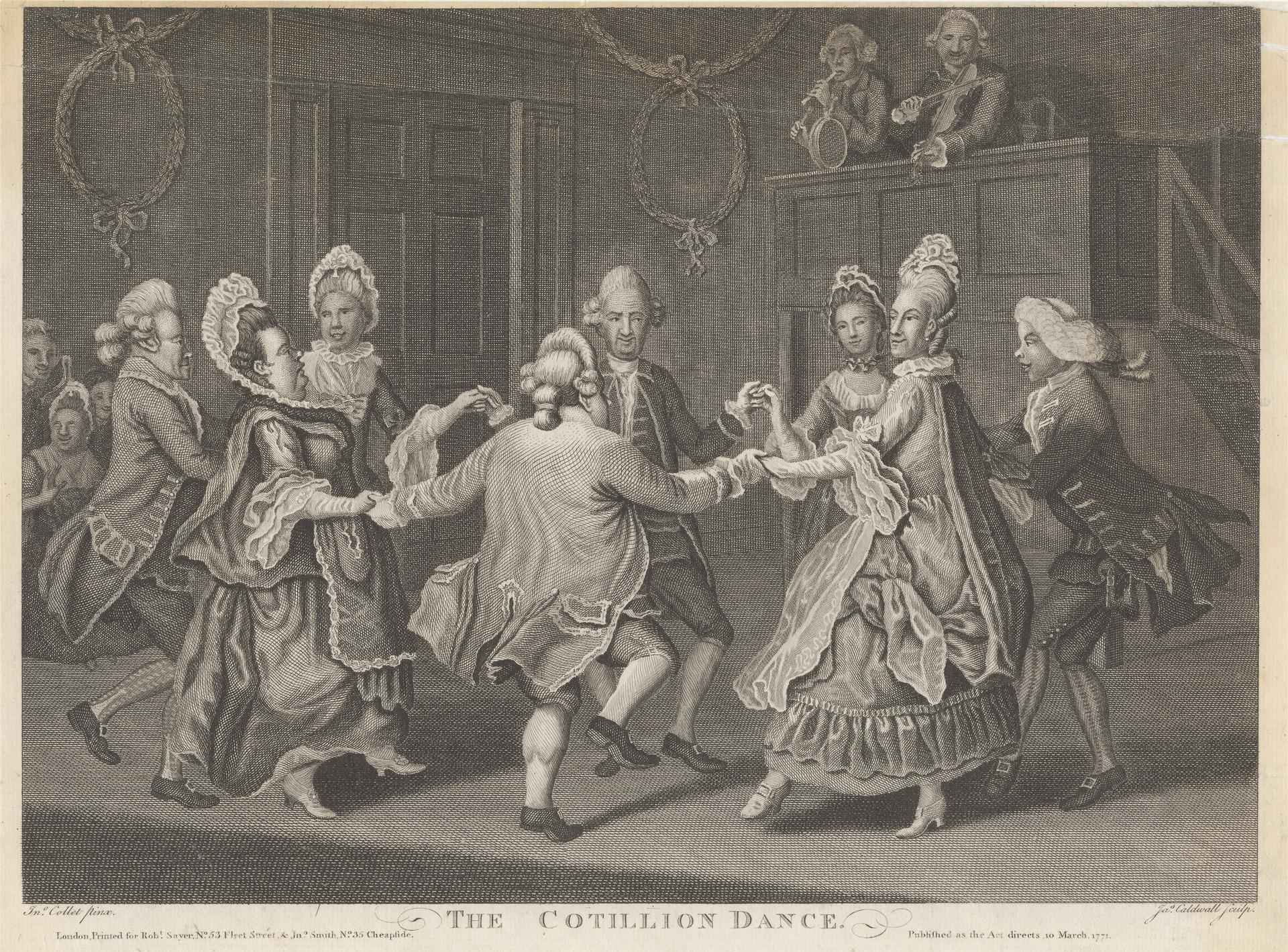
Danza del cotillon in una incisione di James Caldwall del 1771

Il cotillon (in francese letteralmente "gonnella") è un'antica danza francese, risalente agli inizi del XVIII secolo e considerata l'antesignana della quadriglia.
La danza era eseguita da quattro coppie che si disponevano a quadrato, eseguendo nove figurazioni: queste nove figurazioni erano tutte diverse, alternate però da una figurazione che si ripeteva sempre uguale.
L'esecuzione era alternata inoltre dalla presenza delle coppie danzanti: prima entravano in scena la prima e la terza coppia, poi la seconda e la quarta. 
La dama aveva un ruolo da protagonista nel ballo-gioco: era sua facoltà cercare di attirare a sé il cavaliere desiderato e farsi invitare da lui al ballo vero e proprio, il quale celava un significato di corteggiamento.
A conclusione del ballo, venivano scambiati o distribuiti piccoli doni, motivo per cui il termine cotillon viene usato per indicare i piccoli regali a sorpresa che vengono distribuiti durante le feste danzanti o altre riunioni ludiche, spesso inserito nella tipica frase promozionale «musica, ricchi premi e cotillon».